# Fort Casey Historical State Park
Fort Casey Historical State Park ist ein 189 Hektar großer State Park im Island County im US-Bundesstaat Washington. Er liegt fünf Kilometer südlich von Coupeville auf der Insel Whidbey Island und umfasst das Gelände der ehemaligen Küstenbefestigung Fort Casey.

## Geschichte
Im Jahr 1858 erwarb die US-Regierung für $ 400 vier Hektar Land für die Errichtung eines Leuchtturms auf der Landzunge Admiralty Head. 1861 wurde der Leuchtturm fertiggestellt. 1890 wurde das Gelände von der US-Armee übernommen, die auf dem Gelände eine Küstenbefestigung errichtete. Das Fort wurde nach General Thomas Lincoln Casey benannt, einem Befehlshaber des U.S. Army Corps of Engineers. Fort Casey sollte zusammen mit Fort Worden und Fort Flagler ein triangle of fire bilden, also einen Bereich, der von drei Seiten unter Artilleriefeuer genommen werden konnte, um den Admiralty Inlet, die Hauptzufahrt zum Puget Sound zu sperren. Für die Errichtung des Forts wurde der alte Leuchtturm verschoben und 1903 durch einen neuen Leuchtturm an der heutigen Stelle ersetzt. Der Leuchtturm ist heute ein Historic Landmark.

## Anlage
Die Benutzung des Parks ist gebührenpflichtig. Von November bis April ist der Park geschlossen. Im Park liegen die Überreste des Küstenforts Fort Casey sowie der Leuchtturm Admiralty Head Lighthouse. Der Leuchtturm und die Befestigungen können besichtigt werden, durch die Geschützbatterien werden Führungen angeboten. Weiterhin umfasst der Park über zwei Kilometer Küstenlinie am Admiralty Inlet. Vom Park hat man einen weiten Blick über den Admiralty Inlet und die Juan-de-Fuca-Strait. In unmittelbarer Nähe liegt Keystone Spit, das einen drei Kilometer langen Landstreifen zwischen dem Admiralty Inlet und dem Crocket Lake umfasst. Im Park liegt ein Zeltplatz mit Sanitäranlagen. Für Tagesausflügler sind beim Leuchtturm ein Picknickplatz sowie weitere Sanitäranlagen vorhanden. Der Park verfügt über zwei Bootsrampen, außerdem liegt im Park der Fähranleger für die Fähre von Whitbey Island nach Port Townsend. Östlich davon befindet sich ein abgesperrter Bereich für Freizeittaucher.